# ولادیمیر وایس (بازیکن فوتبال، زاده ۱۹۳۹)
| sport = فوتبال
| death_place = اسلواکی
| nationality = اسلواکی
}}
ولادیمیر وایس (اسلواکی: Vladimír Weiss; ۲۱ سپتامبر ۱۹۳۹ – ۲۳ آوریل ۲۰۱۸) بازیکن و مربی فوتبال اهل اسلواکی بود.
وی همچنین در تیم‌های ملی فوتبال زیر ۲۱ سال چکسلواکی و چکسلواکی بازی کرده‌است.
وی در مسابقات کشوری و بین‌المللی در مجموع برندهٔ ۱ مدال نقره شده‌است.